# 2020年加利福尼亞州山火

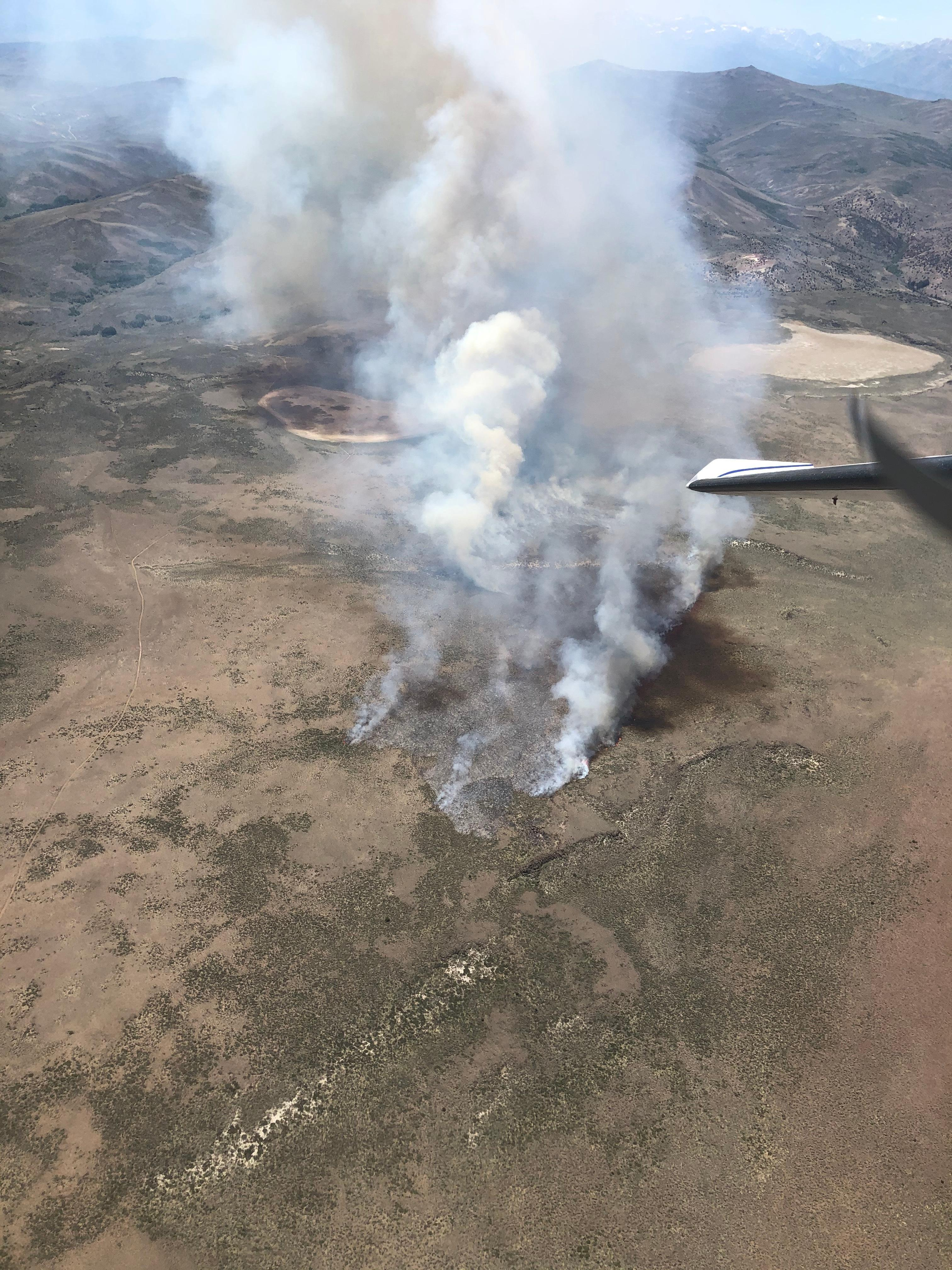
山火

2020年加利福尼亞州野火季是一系列正在加利福尼亞州境內燃燒的山火。野火季節的高峰期通常發生在8月至11月之間，此時炎熱、乾燥的風最為頻繁。野火季節通常要到冬季第一場明顯的暴雨到來時才會結束，北加利福尼亞州通常在10月左右，而南加利福尼亞州大約在10月下旬到12月之間。9月，加利福尼亞州、華盛頓州等地逾50萬人撤離。

## 延伸閱讀
- 2020年美国西部野火
- 2017年12月南加州山火
- 加利福尼亞州山火列表（英语：List of California wildfires）
- 2019冠狀病毒病大流行期間的緊急疏散程序（英语：Emergency evacuation procedures during the COVID-19 pandemic）

## 外部連結
- Current fire information（页面存档备份，存于） — 加州消防局（美式英语）